# Пфлюкуфф
Пфлюкуфф (нем. Pflückuff) — район городского округа Торгау, в Саксонии, Германия. Подчиняется административному округу Лейпциг. Входит в состав района Северная Саксония.
Население составляет 2377 человек (на 31 декабря 2008 года). Занимает площадь 48,25 км².

## История
Пфлюкуфф был создан как община в 1994 году, и включил в себя следующие коммуны: Лосьвиг, Беквиц, Медеритш, Стаупиц и Весьниг.
С 1 января 2009 года Пфлюкуфф становится районом городского округа Торгау.

## Галерея

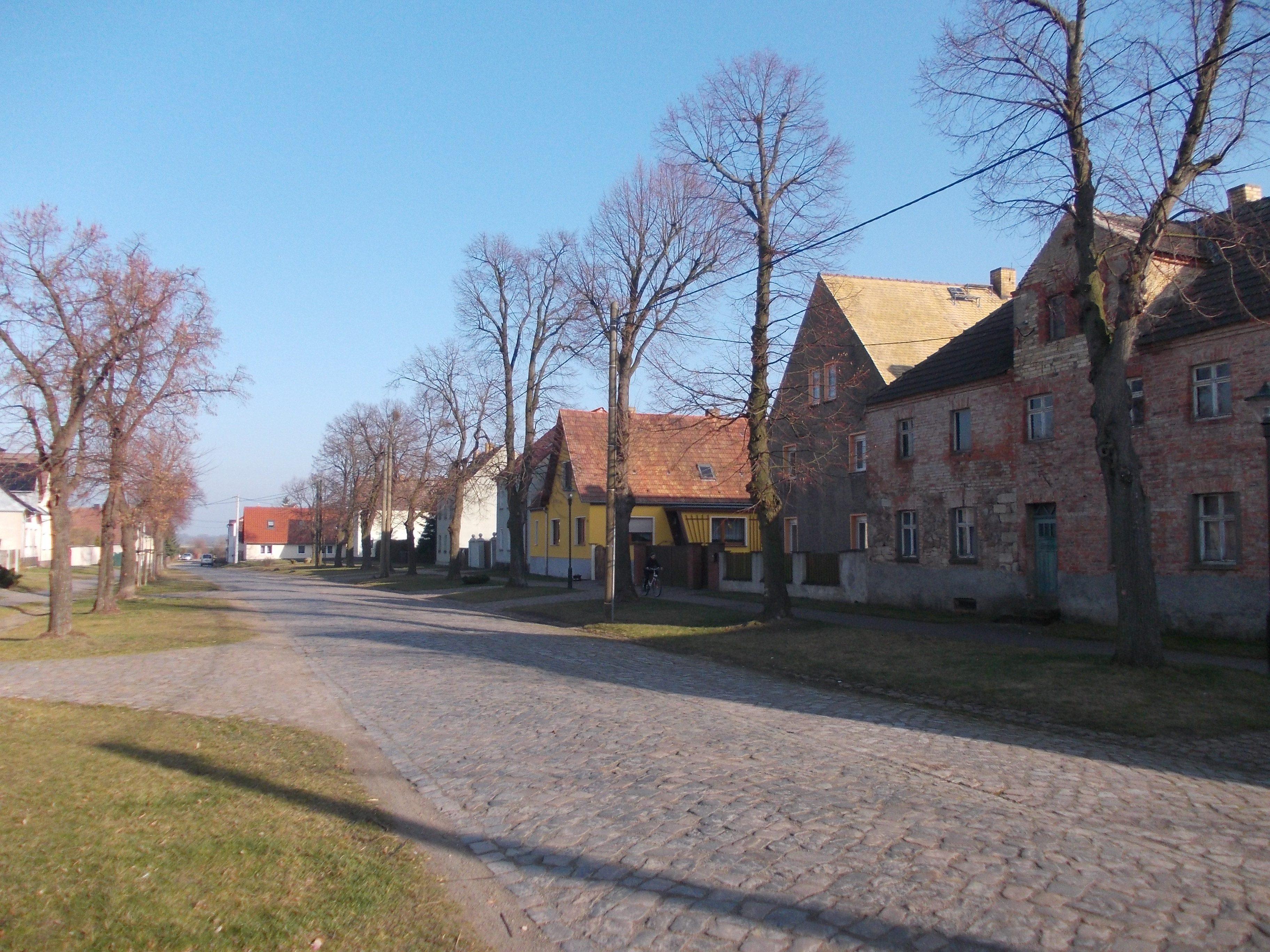
Улица в Лосьвиге
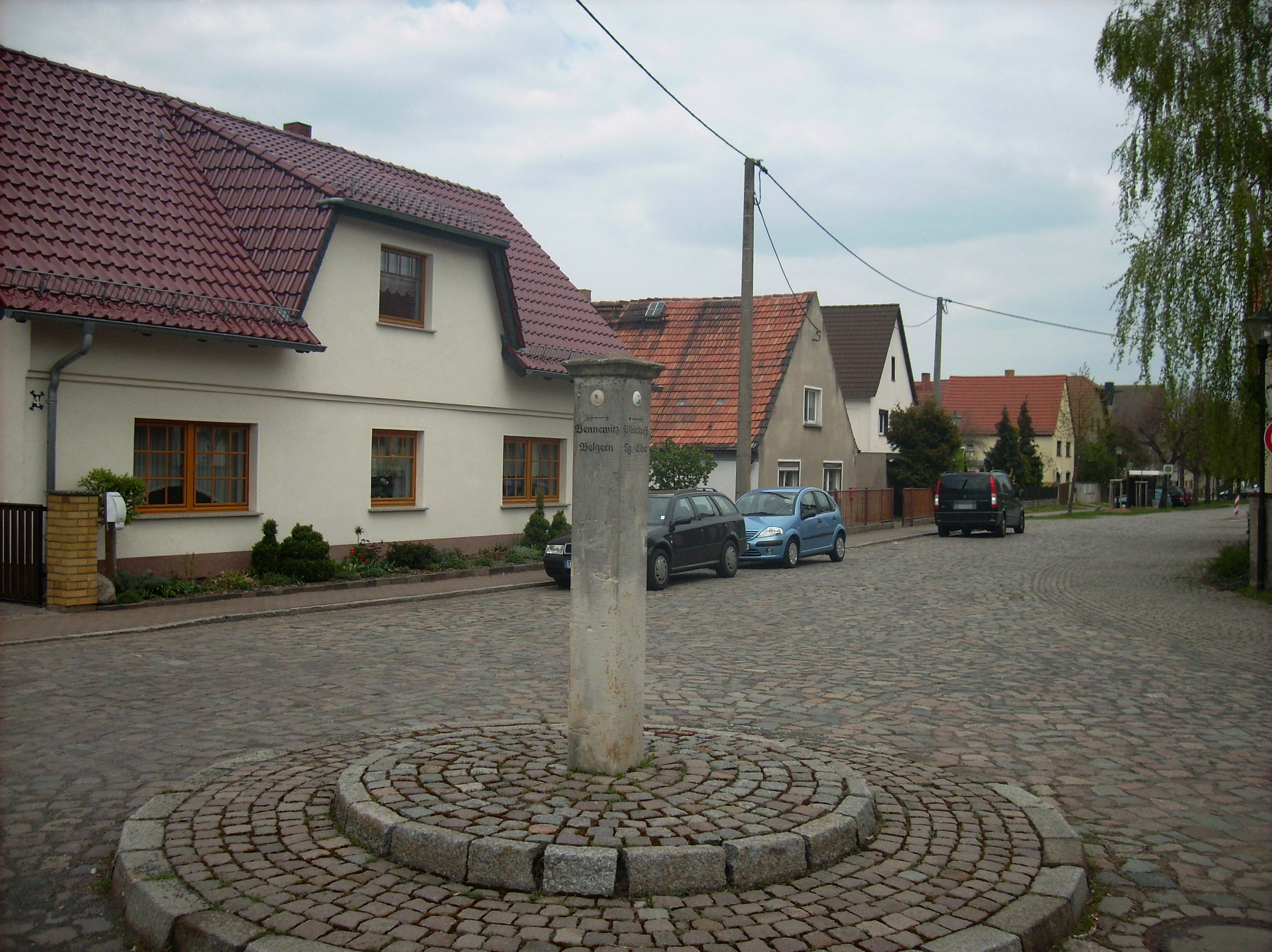
Каменный указатель в Лосьвиге
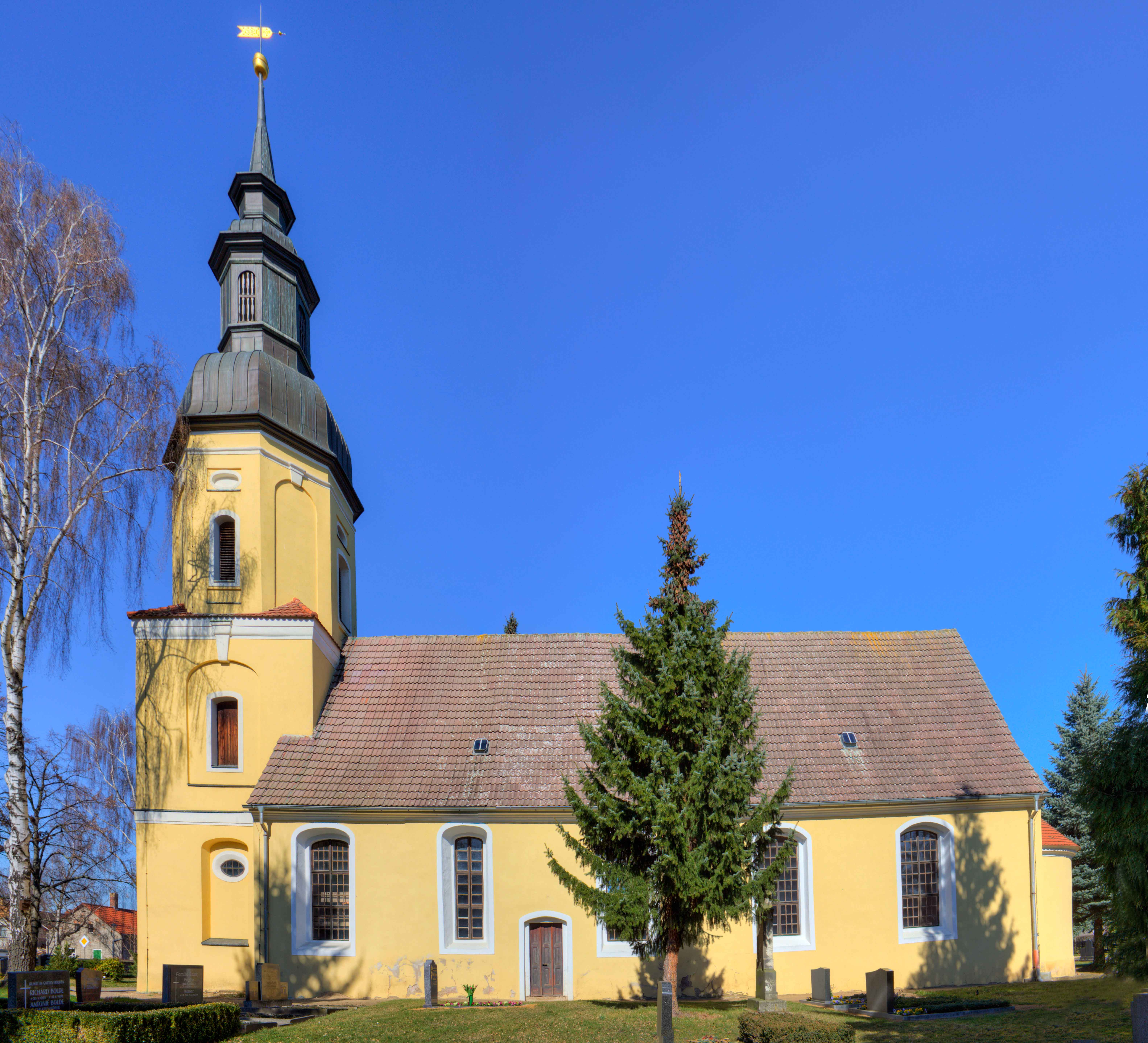
Церковь в Беквице
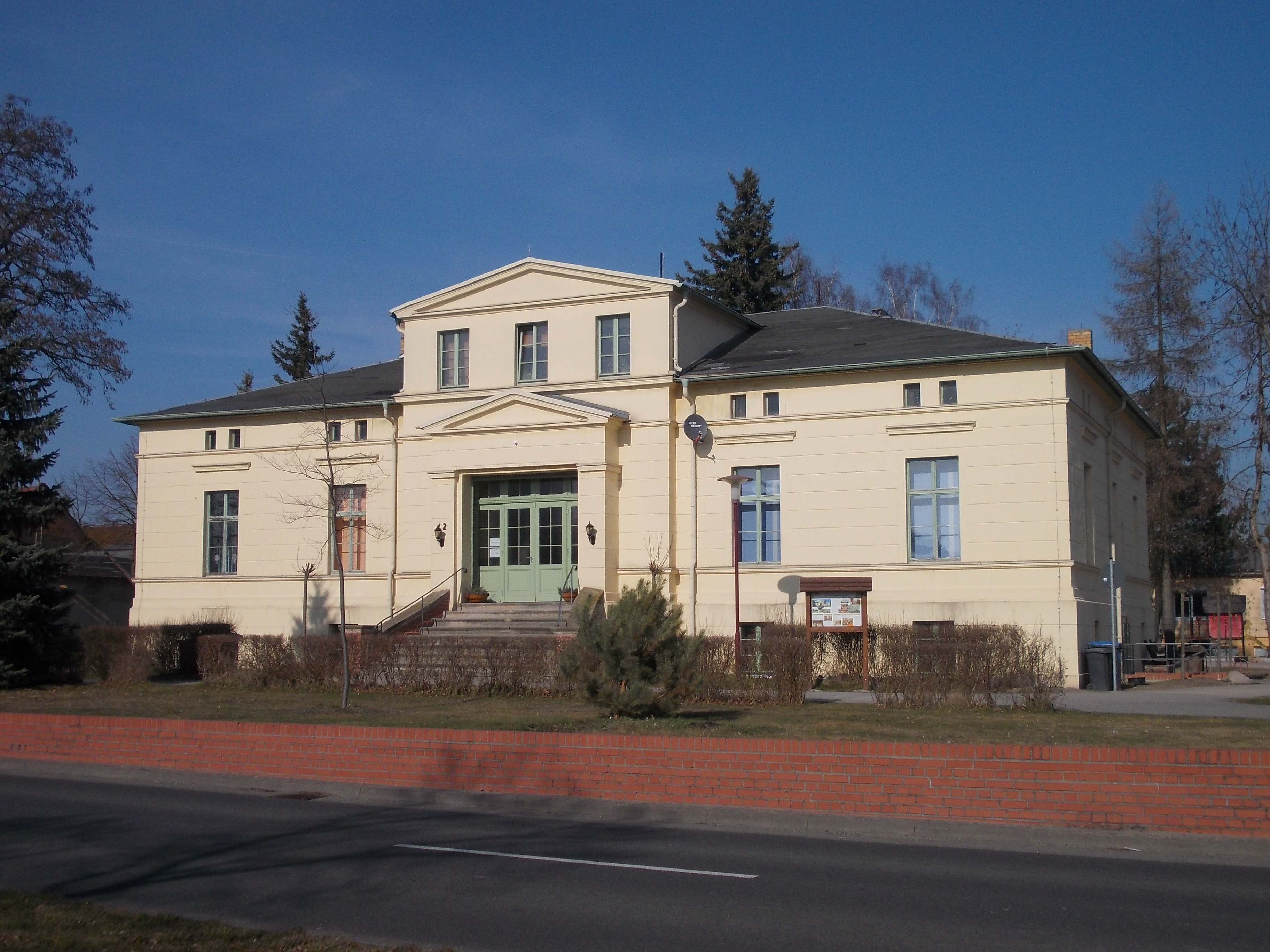
Усадьба в Медеритше
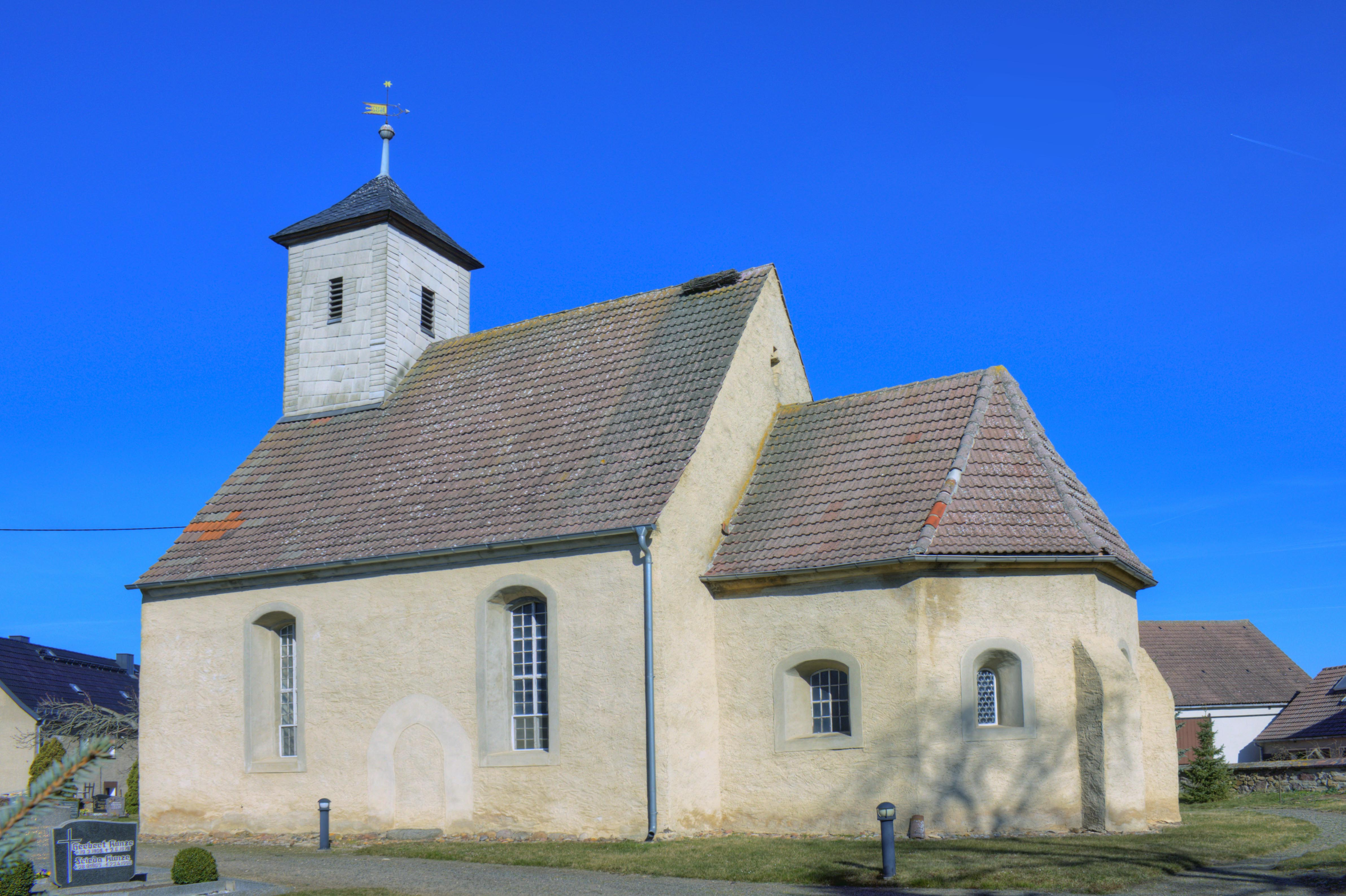
Церковь в Стаупице
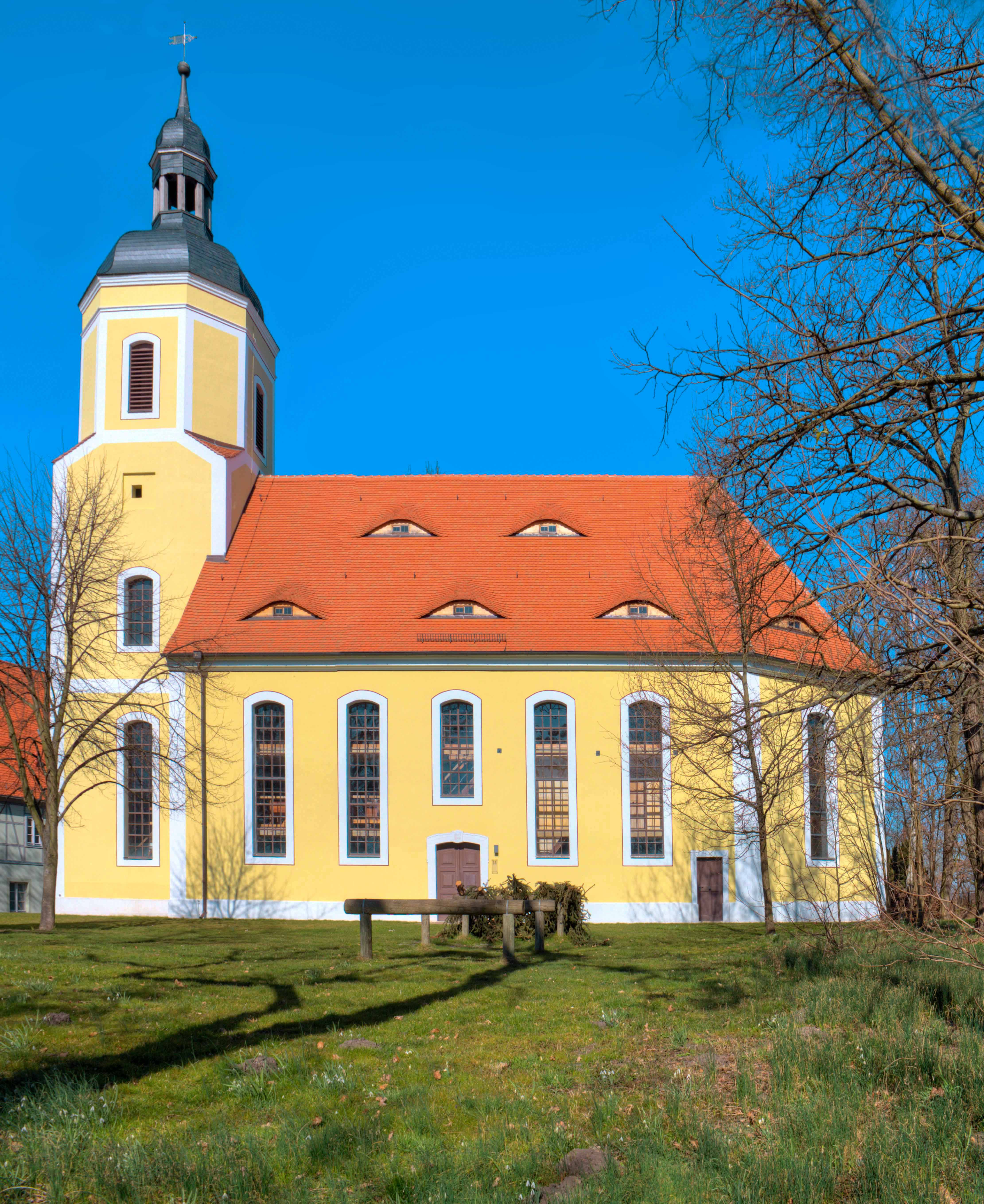
Церковь в Весьниге